# Dennis Bergkamp
Dennis Nicolaas Maria Bergkamp (phát âm tiếng Hà Lan: [ˈdɛnəs ˈbɛrxkɑmp] ⓘ;sinh ngày 10 tháng 5 năm 1969) là một cựu cầu thủ bóng đá người Hà Lan. Ban đầu ông vốn là một tiền vệ trung tâm, nhưng Bergkamp đã được chuyển lên đá tiền đạo cắm và sau đó là tiền đạo hộ công, nơi ông vẫn thi đấu suốt sự nghiệp sau này. Bergkamp đã được Jan Mulder miêu tả như một cầu thủ "kĩ thuật điêu luyện nhất", và một "tiền đạo đá cặp trong mơ" của Thierry Henry.
Vốn xuất thân là con trai của một thợ điện, Bergkamp sinh ra ở Amsterdam và là một cầu thủ nghiệp dư ở các giải đấu thấp. Ông được Ajax phát hiện tài năng khi mới 11 tuổi và đã chơi trận chuyên nghiệp đầu tiên của mình vào năm 1986. Việc chơi tốt ở mùa giải năm đó đã giúp ông được triệu tập lên tuyển quốc gia một năm sau cùng sự thu hút của một số câu lạc bộ lớn ở châu Âu. Bergkamp đã gia nhập câu lạc bộ nước Ý Internazionale vào năm 1993, nơi ông đã có hai mùa giải thực sự đáng quên. Sau đó ông đã gia nhập Arsenal vào năm 1995. Đó là lúc mà Bergkamp đã trở lại phong độ chói sáng trước đây ở Ajax, qua đó góp phần giúp câu lạc bộ giành nhiều danh hiệu cao quý. Tiêu biểu là 3 chức vô địch Premier League, 4 danh hiệu FA Cup và ngôi á quân UEFA Champions League 2005 - 2006, đánh dấu mùa giải cuối cùng ông khoác lên mình màu áo đỏ trắng. Ở cấp độ quốc gia, Bergkamp đã vượt qua kỷ lục cũ của huyền thoại Faas Wilkes để trở thành tay săn bàn xuất sắc nhất của Hà Lan mọi thời đại vào năm 1998, mà sau này Patrick Kluivert và Robin van Persie đã vượt qua.
Bergkamp được huyền thoại người Brazil Péle đánh giá là một trong những cầu thủ xuất sắc nhất trong thế hệ của mình cũng như xứng đáng lọt vào trong Top 100 cầu thủ vĩ đại nhất của FIFA. Năm 2007, ông vinh dự được mời gia nhập "Ngôi đền huyền thoại của làng bóng đá Anh"- là cầu thủ Hà Lan duy nhất và đến nay lập được ki tích này. Bergkamp đã từng đứng thứ ba trong danh sách đề cử rút gọn cho danh hiệu "Quả bóng vàng". Do hội chứng sợ bay nên Bergkamp được các cổ động viên yêu quý của Arsenal gọi trìu mến là "Người Hà Lan không bay". Tại Việt Nam đôi khi ông được mệnh danh "Thiên hạ đệ nhất tinh tế" do lối đá kỹ thuật đẹp mắt.

## Thời niên thiếu
Sinh ra tại Amsterdam, Bergkamp là người con trai út trong bốn đứa con của Wim và Tonnie Bergkamp. Ông lớn lên ở một vùng ngoại ô có tầng lớp lao động sinh sống, còn gia đình ông có tham vọng để tiến tới xã hội trung lưu. Cha ông, một thợ điện và một cầu thủ bóng đá nghiệp dư ở một giải đấu thấp, đã điền tên ông vào một đội bóng phong trào của tiền đạo người Scotland Denis Law. Để tuân thủ đúng việc đặt tên theo truyền thống của người Hà Lan, ông đã viết thêm một chữ "n" vào họ Bergkamp của mình sau khi cái tên gốc không được nhà tuyển trạch chấp nhận. Bergkamp được nuôi dạy giống như một tín đồ giáo và ông thường xuyên được đến nhà thờ khi còn nhỏ. Mặc dù trong những năm sau đó Bergkamp cho biết rằng việc đến nhà thờ không còn quá quan trọng đối với ông, nhưng ông vẫn luôn duy trì đức tin của mình.

## Sự nghiệp cấp câu lạc bộ

### Ajax (1986-1993):

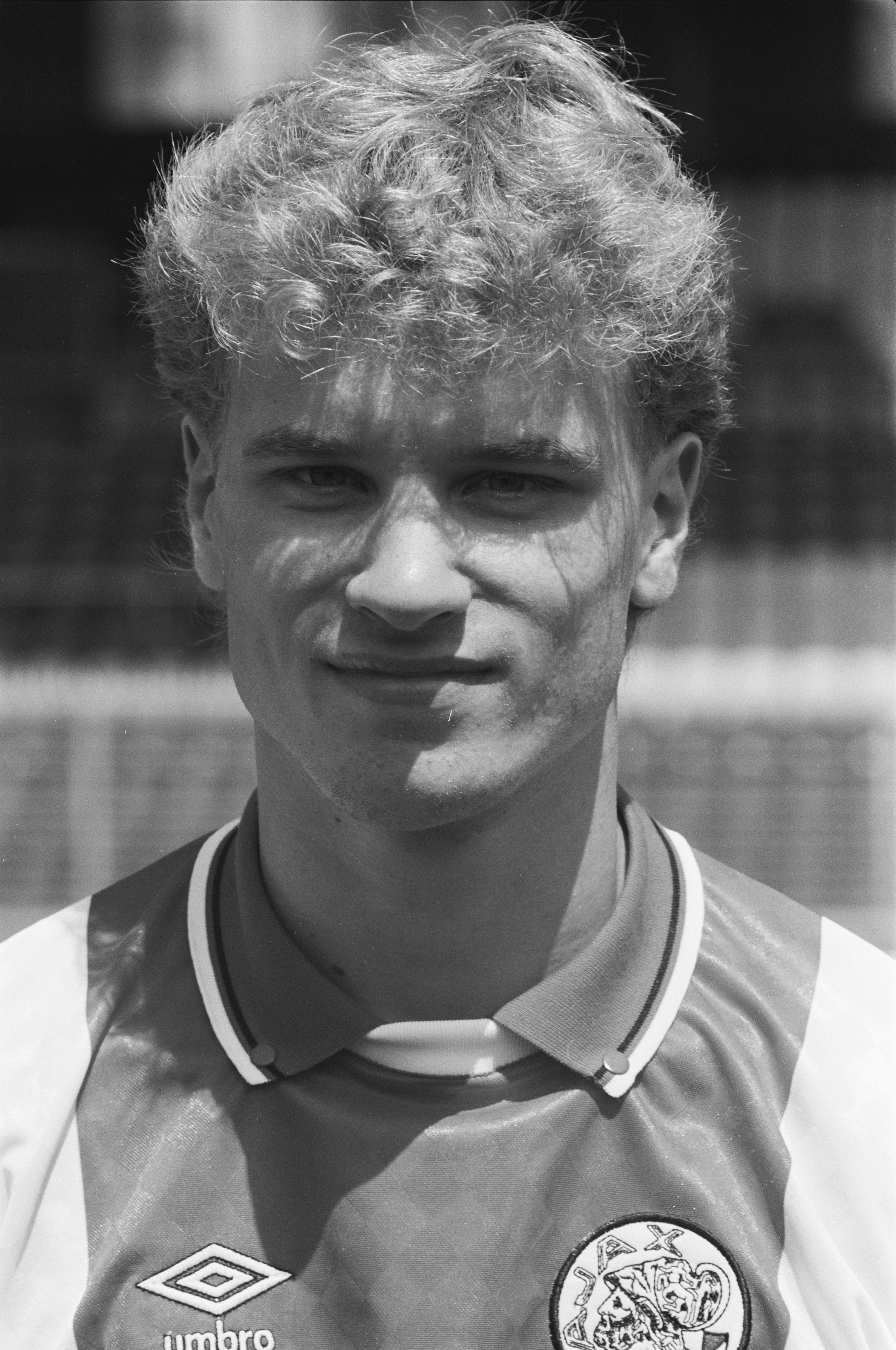
Bergkamp ở Ajax năm 1989

Bergkamp trưởng thành từ lò đạo tạo trẻ của Ajax và ông được đôn lên đội một của câu lạc bộ vào năm 11 tuổi. Giám đốc thể thao Johan Cruyff đã đưa ông ra mắt chuyên nghiệp vào ngày 14 tháng 12 năm 1986 khi đội đối đầu với câu lạc bộ Roda JC, trận đấu đã kết thúc khi Ajax đả bại đối thủ 2-0. Bàn thắng đầu tiên của Bergkamp cho câu lạc bộ là bàn thắng vào lưới của HFC Haarlem vào ngày 22 tháng 2 năm 1987 khi Ajax đã đánh bại đối thủ với tỉ số đậm 6-0. Ông đã ra sân tổng cộng 23 trận trong mùa giải 1986-1987, trong đó có trận đấu với Malmo FF ở cúp châu Âu năm đó khi Ajax đã trở thành nhà vô địch, khiến báo chí Hà Lan nức lòng ca ngợi cầu thủ trẻ giàu triển vọng này. Ajax đã chính thức trở thành tân vương khi đánh bại Lokomotive Leipzig với tỉ số 1-0, trong trận đấu đó Bergkamp đã vào sân thay người và thi đấu quá xuất sắc.
Ở mùa giải sau đó, Bergkamp ngày càng khẳng định chỗ đứng của mình trong đội hình của Ajax. Năm đó là thời kỳ vàng son của câu lạc bộ khi Ajax giành danh hiệu Eredivisie mùa giải 1989-1990 lần đầu tiên trong vòng 5 năm qua. Bergkamp ghi được 29 bàn thắng sau 36 trận ở mùa giải đó và trở thành tay săn bàn hàng đầu của châu Âu lúc bấy giờ, cùng chia sẻ thành tích với tiền đạo Romario của PSV Eindhoven. Ajax đã giành UEFA Cup năm 1992 sau bàn thắng quyết định vào lưới Torino ngay trên sân khách. Sau đó họ tiếp tục đánh bại SC Heerenveen 6-2 trong trận chung kết KNVB Cup vào ngày 20 tháng 5 năm 1993. Bergkamp là chân sút hàng đầu tại Eredivisie từ 1991-1993, và được bình chọn là "Cầu thủ Hà Lan của năm" vào mùa giải 1992-1993. Tổng cộng ông đã ghi được 122 bàn sau 239 trận cho đội bóng quê nhà.

### Internazionale (1993-1995):
Bergkamp đã thu hút sự chú ý của hàng loạt câu lạc bộ lớn ở châu Âu bởi thành tích quá ấn tượng của mình trong màu áo Ajax. Cruyff khuyên ông không nên gia nhập Real Madrid, một trong những đội bóng từng ngỏ ý muốn mua ông. Tuy nhiên Bergkamp nhất quyết muốn được chơi ở Ý. Ông đánh giá Serie A là "Giải đấu hấp dẫn nhất thời điểm đó" và điểm đến ưa thích có thể là Juventus hoặc Internazionale. Vào ngày 16 tháng 2 năm 1993, Bergkamp đã đồng ý một thỏa thuận với mức phí 7.1 triệu euro để chuyển đến đội bóng mới, trong thỏa thuận còn có cả đồng đội của ông ở Ajax là Wim Jonk. Sau khi ký kết hợp đồng, Bergkamp tiết lộ rằng "Inter đã đáp ứng đầy đủ mọi nhu cầu của tôi, điều tôi ấn tượng nhất ở Inter là một sân vận động lớn, các CĐV nhiệt thành và phong cách thi đấu của đội bóng".
Bergkamp có trận ra mắt ở cuộc đối đầu với Reggina vào ngày 29 tháng 8 năm 1993 trên sân nhà San Siro mà Inter đã thắng 2-1. Ông ghi bàn thắng đầu tiên ở đội bóng mới trong trận tiếp đón Cremonese vào tháng 9 năm 1993. Mặc dù vậy Bergkamp đã vấp phải nhiều khó khăn trước sự phòng thủ vững chắc của các đội bóng ở Ý nên ông chỉ ghi được 7 bàn thắng trên mọi mặt trận. Nguyên nhân một phần là do nhà quản lý Osvaldo Bagnoli không đủ khả năng để có được sự thống nhất trong nội bộ Internazionale do ông ưa thích Bergkamp hơn 2 cầu thủ khác là Rubén Sosa (người Uruguay) và Salvatore Schillaci (người Ý). Do sự điều hành câu lạc bộ kém cỏi nên Bagnoli đã bị sa thải và người thế chỗ cho ông là Giampiero Marini - một cựu thành viên trong đội hình tuyển Ý vô địch World Cup năm 1994. Inter sau đó đã có vị trí thứ 13 tại Serie A, thoát khỏi khu vực xuống hạng, và lại rất thành công tại UEFA Cup khi vùi dập FC Salzburg 2 bàn không gỡ trong trận chung kết. Ở giải đấu đó Bergkamp là chân sút xuất sắc nhất với 8 bàn thắng và một hatrick vào lưới Rapid Bucuresti ở vòng đấu mở màn.
Ở mùa giải thứ hai của Bergkamp tại Inter, vị trí cầm quân tiếp tục đổi người và người kế nhiệm lần này là Ottavio Blanchi. Trước khi mùa giải khởi tranh Bergkamp đã phải trải qua một chiến dịch World Cup 1994 đầy thất vọng cùng vô số chấn thương và mệt mỏi từ giải đấu đó. Vì vậy mà ông chỉ ghi được 5 bàn sau 26 lần ra sân. Từ đó mà mối quan hệ giữa Bergkamp với báo chí Italia và người hâm mộ ngày càng trở nên gay gắt. Tính cách nhút nhát và việc bỏ về nhà sau trận đấu của ông được dư luận gọi là sự thờ ơ. Cũng bởi thành tích yếu kém của Bergkamp trên sân cỏ, một ấn phẩm của Ý đã đổi tên hạng mục dành cho các hoạt động tệ nhất trong tuần: từ L'Asino della settimana (trò lố bịch của tuần) thành Bergkamp della settimana. Inter kết thúc mùa giải với vị trí thứ 6 tại Serie A và thất bại trong việc bảo vệ ngôi vô địch UEFA Cup khi bị loại ngay ở vòng 2. Vào tháng 2 năm 1995, một doanh nhân người Ý và cũng là Fan hâm mộ Inter là Massimo Moratti đã mua lại thành công câu lạc bộ mình yêu quý, và ông đã hứa với người hâm mộ sẽ đầu tư để tái thiết lại đội hình. Tương lai của Bergkamp tại Inter càng trở nên bấp bênh hơn khi vị chủ tịch mới lập tức có một bản hợp đồng mới với cầu thủ Maurizio Ganz chỉ một tháng sau khi ông tiếp quản đội bóng.

### Arsenal (1995-2006):

Huấn luyện viên Bruce Rioch (của Arsenal) trong thương vụ Dennis Bergkamp

Vị chủ tịch của Inter Moratti đã thực hiện một thương vụ bán cầu thủ, đó là việc Bergkamp sẽ rời Inter để đầu quân cho Arsenal vào tháng 6 năm 1995 với mức phí khoảng 7.5 triệu bảng Anh. Ông trở thành bản hợp đồng đầu tiên trong kỷ nguyên của HLV Bruce Rioch và đã phá vỡ kỷ lục chuyển nhượng của câu lạc bộ với chỉ 2.5 triệu bảng Anh. Việc Bergkamp đến câu lạc bộ là vô cùng quan trọng bởi không chỉ vì ông là một cầu thủ Hà Lan nổi tiếng và sẽ có những năm tháng đẹp nhất của sự nghiệp trước mắt mà còn bởi ông chính là nhân tố then chốt để đưa Arsenal trở lại thời kỳ hoàng kim sau thời gian khủng hoảng đầu thập niên 90. Trong ngày khai mạc của mùa giải 1995-1996, ông đã có trận ra mắt khi đối đầu với Middlesbrough. Bergkamp đã phải dành thời gian để hòa nhập với môi trường bóng đá Anh và ông không thể ghi bàn sau 6 trận liên tiếp sau đó, khiến báo chí Anh được một phen chế giễu ông. Và Bergkamp đã kết thúc mùa giải đầu tiên ở đội bóng mới với 11 bàn thắng sau 33 lần ra sân, qua đó giúp Pháo Thủ kết thúc ở vị trí thứ 5 và kiếm được một vị trí dự UEFA Cup sau bàn thắng duy nhất vào lưới Bolton Wanderers vào ngày cuối cùng của mùa giải.
Việc Arsenal bổ nhiệm Arsene Wenger là HLV trưởng của câu lạc bộ vào tháng 9 năm 1996 đã đánh dấu một bước ngoặt trong sự nghiệp của Bergkamp. Sau những thành công có được ở Pháp và Nhật Bản, Wenger đã hết lời ca ngợi tài năng của Bergkamp và muốn sử dụng ông là cầu thủ dẫn dắt lối chơi của đội bóng. Cả hai người đều là những người ủng hộ triết lý bóng đá tấn công, vì vậy Wenger đã quyết định đưa ra một giáo án tập luyện và dinh dưỡng vô cùng nghiêm ngặt với Bergkamp. Mặc dù xuất hiện ít hơn ở mùa giải 1996-1997, nhưng Bergkamp đã tạo ra ảnh hưởng tích cực tới lối chơi của đội với 13 đường kiến tạo. Trong cuộc đối đầu với Tottenham Hotspur vào tháng 11 năm 1996, ông đã thực hiện một đường chuyền chuẩn xác ở phút thứ 88 để đội trưởng Tony Adams vô-lê chân trái tuyệt đẹp giúp đội bóng giành chiến thắng. Sau đó ông còn ghi bàn vào phút bù giờ sau khi khống chế trái bóng bằng chân trái, thực hiện động tác qua người Stephen Carr trong không gian hẹp trước khi tung cú dứt điểm làm cháy lưới đối thủ. Bergkamp đã nhận thẻ đỏ đầu tiên trong sự nghiệp ở trận đấu với Sunderland vào tháng 1 năm 1997 sau pha vào bóng cao chân với tiền vệ đội bạn Paul Bracewell ở phút thứ 26. Arsenal đã tiếp tục để thua trận 1-0, nhưng sau đó đã có màn nước rút hoàn hảo khi thắng 8 trên 16 trận đấu tiếp theo để chính thức đưa Pháo Thủ vào top 3, nhưng bỏ lỡ cơ hội dự Champions League bởi hiệu số bàn thắng/bại thấp hơn.
Bergkamp chính là nhân tố chính giúp Arsenal giành cú đúp quốc nội mùa giải sau đó. Ông trở thành cầu thủ ghi bàn hàng đầu ở CLB với 22 bàn thắng và tỉ lệ tấn công 0.57. Thành công của Arsenal càng có cơ sở hơn khi tên viết tắt của đội bóng được viết ngay trên sân của đại kình địch Manchester United. Trong trận đấu với Leicester City đầu mùa ở phố Filbert vào ngày 23 tháng 8 năm 1997, Bergkamp đã ghi được hatrick đầu tiên của mình cho CLB. Bàn thắng thứ ba là bàn thắng yêu thích của ông: một pha đỡ bóng vô cùng nhạy cảm, khéo léo vượt qua hậu vệ Matt Elliot trước khi tung cú sút hạ gục thủ thành Kasey Keller. Sau trận đấu, HLV của Leicester là Martin O'Neil đã thừa nhận rằng đó là "cú hatrick ngoạn mục nhất tôi từng xem". Trong một trận đấu đá lại ở vòng tứ kết FA Cup gặp West Ham United vào ngày 17 tháng 3 năm 1998, Bergkamp đã bị truất quyền thi đấu do pha phạm lỗi với tiền vệ Steve Lomas, đồng thời bỏ lỡ 3 trận đấu sau đó do án treo giò. Ông đã tiếp tục phải ngồi ngoài phần còn lại của mùa giải sau chấn thương gân khoeo ở trận gặp Derby Couty

## Thống kê sự nghiệp

### Câu lạc bộ
| Câu lạc bộ          | Mùa giải            | Giải đấu            | Giải đấu | Giải đấu | Cúp liên đoàn† | Cúp liên đoàn† | Châu Âu | Châu Âu | Tổng cộng | Tổng cộng |
| Câu lạc bộ          | Mùa giải            | Hạng đấu            | Trận     | Bàn      | Trận           | Bàn            | Trận    | Bàn     | Trận      | Bàn       |
| ------------------- | ------------------- | ------------------- | -------- | -------- | -------------- | -------------- | ------- | ------- | --------- | --------- |
| Ajax                | 1986–87             | Eredivisie          | 14       | 2        | 5              | 0              | 4       | 0       | 23        | 2         |
| Ajax                | 1987–88             | Eredivisie          | 25       | 5        | 1              | 0              | 6       | 1       | 32        | 6         |
| Ajax                | 1988–89             | Eredivisie          | 30       | 13       | 3              | 3              | 1       | 0       | 34        | 16        |
| Ajax                | 1989–90             | Eredivisie          | 25       | 8        | 2              | 1              | 1       | 0       | 28        | 9         |
| Ajax                | 1990–91             | Eredivisie          | 33       | 25       | 3              | 1              | –       | –       | 36        | 26        |
| Ajax                | 1991–92             | Eredivisie          | 30       | 24       | 3              | 0              | 11      | 6       | 44        | 30        |
| Ajax                | 1992–93             | Eredivisie          | 28       | 26       | 4              | 4              | 8       | 3       | 40        | 33        |
| Ajax                | Tổng cộng           | Tổng cộng           | 185      | 103      | 21             | 9              | 31      | 10      | 237       | 122       |
| Inter Milan         | 1993–94             | Serie A             | 31       | 8        | 6              | 2              | 11      | 8       | 48        | 18        |
| Inter Milan         | 1994–95             | Serie A             | 21       | 3        | 3              | 0              | 2       | 1       | 26        | 4         |
| Inter Milan         | Tổng cộng           | Tổng cộng           | 52       | 11       | 9              | 2              | 13      | 9       | 74        | 22        |
| Arsenal             | 1995–96             | Premier League      | 33       | 11       | 8              | 5              | –       | –       | 41        | 16        |
| Arsenal             | 1996–97             | Premier League      | 29       | 12       | 4              | 2              | 1       | 0       | 34        | 14        |
| Arsenal             | 1997–98             | Premier League      | 28       | 16       | 11             | 5              | 1       | 1       | 40        | 22        |
| Arsenal             | 1998–99             | Premier League      | 29       | 12       | 8              | 3              | 3       | 1       | 40        | 16        |
| Arsenal             | 1999–2000           | Premier League      | 28       | 6        | 0              | 0              | 11      | 4       | 39        | 10        |
| Arsenal             | 2000–01             | Premier League      | 25       | 3        | 5              | 1              | 5       | 1       | 35        | 5         |
| Arsenal             | 2001–02             | Premier League      | 33       | 9        | 6              | 2              | 7       | 3       | 46        | 14        |
| Arsenal             | 2002–03             | Premier League      | 29       | 4        | 7              | 1              | 5       | 2       | 41        | 7         |
| Arsenal             | 2003–04             | Premier League      | 28       | 4        | 4              | 1              | 6       | 0       | 38        | 5         |
| Arsenal             | 2004–05             | Premier League      | 29       | 8        | 5              | 0              | 4       | 0       | 38        | 8         |
| Arsenal             | 2005–06             | Premier League      | 24       | 2        | 3              | 0              | 4       | 1       | 31        | 3         |
| Arsenal             | Tổng cộng           | Tổng cộng           | 315      | 87       | 61             | 20             | 47      | 13      | 423       | 120       |
| Tổng cộng sự nghiệp | Tổng cộng sự nghiệp | Tổng cộng sự nghiệp | 552      | 201      | 91             | 32             | 91      | 32      | 734       | 264       |

### Quốc tế

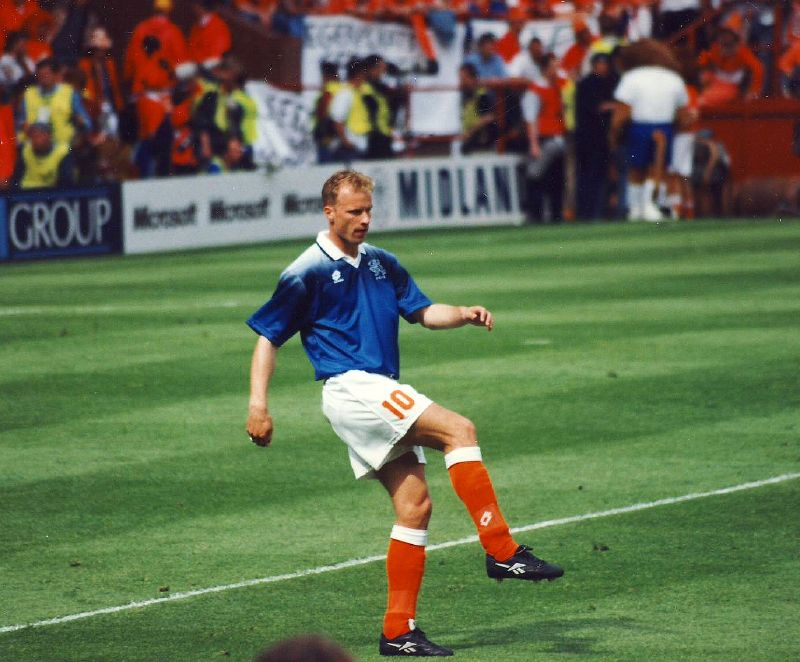
Bergkamp trong một trận đấu quốc tế năm 1996

| Đội tuyển | Năm       | Trận | Bàn |
| --------- | --------- | ---- | --- |
| Hà Lan    | 1990      | 4    | 3   |
| Hà Lan    | 1991      | 5    | 2   |
| Hà Lan    | 1992      | 11   | 7   |
| Hà Lan    | 1993      | 6    | 4   |
| Hà Lan    | 1994      | 11   | 6   |
| Hà Lan    | 1995      | 5    | 1   |
| Hà Lan    | 1996      | 10   | 6   |
| Hà Lan    | 1997      | 5    | 4   |
| Hà Lan    | 1998      | 9    | 3   |
| Hà Lan    | 1999      | 5    | 1   |
| Hà Lan    | 2000      | 8    | 0   |
| Tổng cộng | Tổng cộng | 79   | 37  |

| #  | Ngày                 | Địa điểm                                         | Đối thủ          | Bàn thắng | Kết quả | Giải đấu                      |
| -- | -------------------- | ------------------------------------------------ | ---------------- | --------- | ------- | ----------------------------- |
| 1  | 21 tháng 11 năm 1990 | De Kuip, Rotterdam, Hà Lan                       | Hy Lạp           | 1–0       | 2–0     | Vòng loại UEFA Euro 1992      |
| 2  | 19 tháng 12 năm 1990 | Sân vận động Ta' Qali, Ta' Qali, Malta           | Malta            | 5–0       | 8–0     | Vòng loại UEFA Euro 1992      |
| 3  | 19 tháng 12 năm 1990 | Sân vận động Ta' Qali, Ta' Qali, Malta           | Malta            | 7–0       | 8–0     | Vòng loại UEFA Euro 1992      |
| 4  | 11 tháng 9 năm 1991  | Sân vận động Philips, Eindhoven, Hà Lan          | Ba Lan           | 1–1       | 1–1     | Giao hữu                      |
| 5  | 4 tháng 12 năm 1991  | Sân vận động Kaftanzoglio, Thessaloniki, Hy Lạp  | Hy Lạp           | 1–0       | 2–0     | Vòng loại UEFA Euro 1992      |
| 6  | 27 tháng 5 năm 1992  | Trendwork Arena, Sittard, Hà Lan                 | Áo               | 2–0       | 3–2     | Giao hữu                      |
| 7  | 12 tháng 6 năm 1992  | Ullevi, Göteborg, Thụy Điển                      | Scotland         | 1–0       | 1–0     | UEFA Euro 1992                |
| 8  | 18 tháng 6 năm 1992  | Ullevi, Göteborg, Thụy Điển                      | Đức              | 3–1       | 3–1     | UEFA Euro 1992                |
| 9  | 22 tháng 6 năm 1992  | Ullevi, Göteborg, Thụy Điển                      | Đan Mạch         | 1–1       | 2–2     | UEFA Euro 1992                |
| 10 | 9 tháng 9 năm 1992   | Sân vận động Philips, Eindhoven, Hà Lan          | Ý                | 1–0       | 3–2     | Giao hữu                      |
| 11 | 9 tháng 9 năm 1992   | Sân vận động Philips, Eindhoven, Hà Lan          | Ý                | 2–0       | 3–2     | Giao hữu                      |
| 12 | 23 tháng 9 năm 1992  | Sân vận động Ullevaal, Oslo, Na Uy               | Na Uy            | 1–1       | 1–2     | Vòng loại FIFA World Cup 1994 |
| 13 | 28 tháng 4 năm 1993  | Sân vận động Wembley, Luân Đôn, Anh              | Anh              | 1–2       | 2–2     | Vòng loại FIFA World Cup 1994 |
| 14 | 13 tháng 10 năm 1993 | De Kuip, Rotterdam, Hà Lan                       | Anh              | 2–0       | 2–0     | Vòng loại FIFA World Cup 1994 |
| 15 | 17 tháng 11 năm 1993 | Sân vận động Miejski, Poznań, Ba Lan             | Ba Lan           | 1–0       | 3–1     | Vòng loại FIFA World Cup 1994 |
| 16 | 17 tháng 11 năm 1993 | Sân vận động Miejski, Poznań, Ba Lan             | Ba Lan           | 2–1       | 3–1     | Vòng loại FIFA World Cup 1994 |
| 17 | 1 tháng 6 năm 1994   | Sân vận động Philips, Eindhoven, Hà Lan          | Hungary          | 1–1       | 7–1     | Giao hữu                      |
| 18 | 1 tháng 6 năm 1994   | Sân vận động Philips, Eindhoven, Hà Lan          | Hungary          | 7–1       | 7–1     | Giao hữu                      |
| 19 | 12 tháng 6 năm 1994  | Sân vận động Varsity, Toronto, Canada            | Canada           | 1–0       | 3–0     | Giao hữu                      |
| 20 | 29 tháng 6 năm 1994  | Orlando Citrus Bowl, Orlando, Hoa Kỳ             | Maroc            | 1–0       | 2–1     | FIFA World Cup 1994           |
| 21 | 4 tháng 7 năm 1994   | Orlando Citrus Bowl, Orlando, Hoa Kỳ             | Cộng hòa Ireland | 1–0       | 2–0     | FIFA World Cup 1994           |
| 22 | 9 tháng 7 năm 1994   | Cotton Bowl, Dallas, Hoa Kỳ                      | Brasil           | 1–2       | 2–3     | FIFA World Cup 1994           |
| 23 | 29 tháng 3 năm 1995  | De Kuip, Rotterdam, Hà Lan                       | Malta            | 2–0       | 4–0     | Vòng loại UEFA Euro 1996      |
| 24 | 4 tháng 6 năm 1996   | De Kuip, Rotterdam, Hà Lan                       | Cộng hòa Ireland | 1–1       | 3–1     | Giao hữu                      |
| 25 | 13 tháng 6 năm 1996  | Villa Park, Birmingham, Anh                      | Thụy Sĩ          | 2–0       | 2–0     | UEFA Euro 1996                |
| 26 | 9 tháng 11 năm 1996  | Sân vận động Philips, Eindhoven, Hà Lan          | Wales            | 1–0       | 7–1     | Vòng loại FIFA World Cup 1998 |
| 27 | 9 tháng 11 năm 1996  | Sân vận động Philips, Eindhoven, Hà Lan          | Wales            | 6–0       | 7–1     | Vòng loại FIFA World Cup 1998 |
| 28 | 9 tháng 11 năm 1996  | Sân vận động Philips, Eindhoven, Hà Lan          | Wales            | 7–1       | 7–1     | Vòng loại FIFA World Cup 1998 |
| 29 | 12 tháng 12 năm 1996 | Sân vận động Nhà vua Baudouin, Bruxelles, Bỉ     | Bỉ               | 1–0       | 3–0     | Vòng loại FIFA World Cup 1998 |
| 30 | 26 tháng 2 năm 1997  | Sân vận động Công viên các Hoàng tử, Paris, Pháp | Pháp             | 1–0       | 1–2     | Giao hữu                      |
| 31 | 30 tháng 4 năm 1997  | Sân vận động Olimpico, Serravalle, San Marino    | San Marino       | 1–0       | 6–0     | Vòng loại FIFA World Cup 1998 |
| 32 | 30 tháng 4 năm 1997  | Sân vận động Olimpico, Serravalle, San Marino    | San Marino       | 6–0       | 6–0     | Vòng loại FIFA World Cup 1998 |
| 33 | 6 tháng 9 năm 1997   | Amsterdam ArenA, Amsterdam, Hà Lan               | Bỉ               | 3–1       | 3–1     | Vòng loại FIFA World Cup 1998 |
| 34 | 20 tháng 6 năm 1998  | Sân vận động Vélodrome, Marseille, Pháp          | Hàn Quốc         | 3–0       | 5–0     | FIFA World Cup 1998           |
| 35 | 29 tháng 6 năm 1998  | Sân vận động Toulouse, Toulouse, Pháp            | Nam Tư           | 1–0       | 2–1     | FIFA World Cup 1998           |
| 36 | 4 tháng 7 năm 1998   | Sân vận động Vélodrome, Marseille, Pháp          | Argentina        | 2–1       | 2–1     | FIFA World Cup 1998           |
| 37 | 9 tháng 10 năm 1999  | Amsterdam Arena, Amsterdam, Hà Lan               | Brasil           | 1–0       | 2–2     | Giao hữu                      |

## Danh hiệu
Ajax
- Eredivisie: 1989–90[32]
- KNVB Cup: 1986–87, 1992–93[33][34]
- European Cup Winners' Cup: 1986–87[35]
- UEFA Cup: 1991–92[36]

Inter Milan
- UEFA Cup: 1993–94[37]

Arsenal
- Premier League: 1997–98, 2001–02, 2003–04[38]
- FA Cup: 1997–98,[39] 2001–02,[40] 2002–03,[41] 2004–05;[42]
- FA Charity/Community Shield: 1998,[43] 2002,[44] 2004[45]
- UEFA Champions League á quân: 2005–06[46]
- UEFA Cup á quân: 1999–2000[47]

Cá nhân

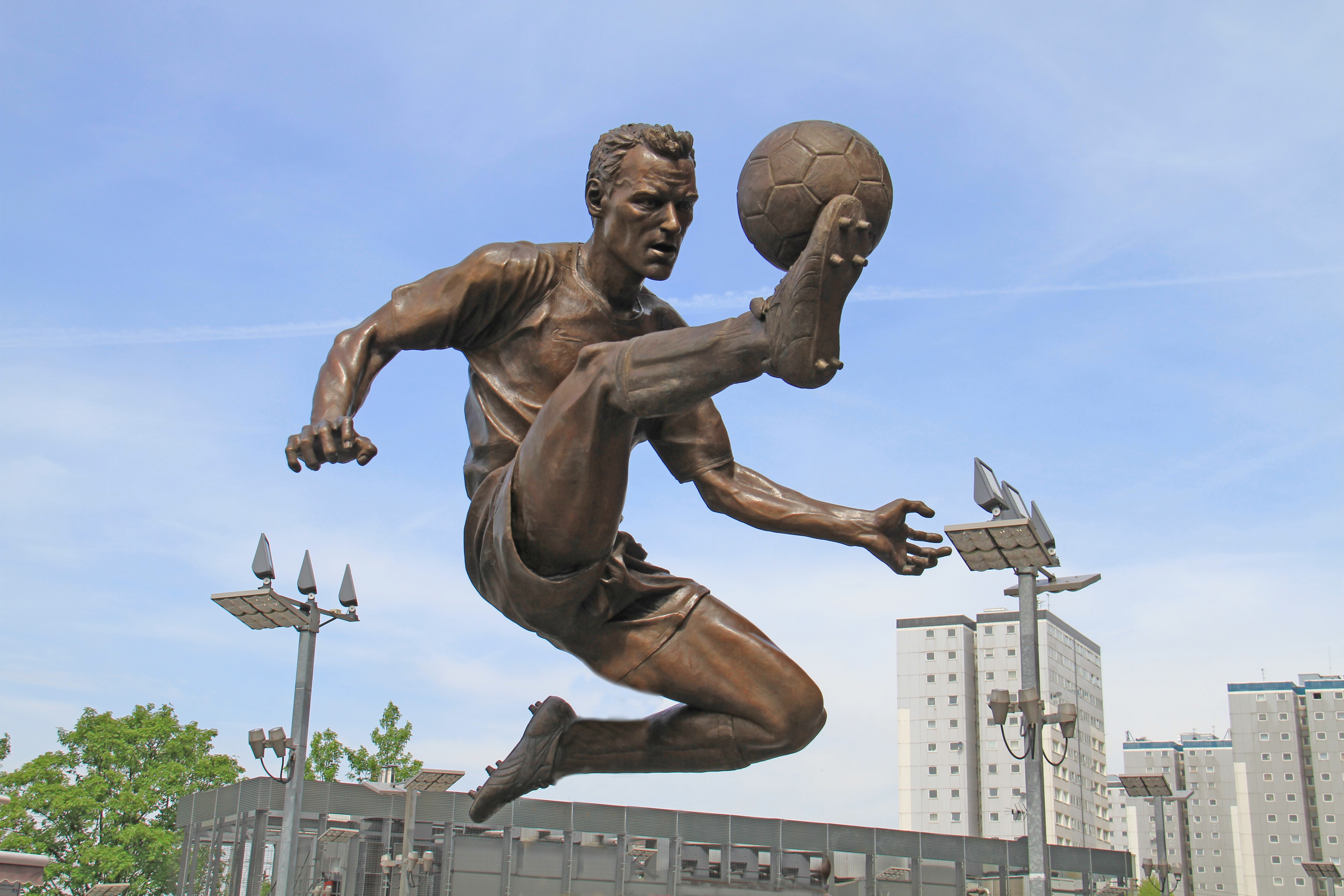
Tượng Bergkamp bên ngoài Sân vận động Emirates

- Tài năng bóng đá Hà Lan của năm: 1990[48]
- Cầu thủ bóng đá Hà Lan của năm: 1991,[48] 1992[48]
- Vua phá lưới Eredivisie: 1990–91, 1991–92, 1992–93[49][50][51]
- Đội tuyển vô địch giải đấu châu Âu của UEFA: 1992[52]
- Cầu thủ ghi bàn hàng đầu thế giới của IFFHS: 1992[53]
- Ballon d'Or á quân: 1993;[54] vị trí thứ ba: 1992[55]
- Cầu thủ xuất sắc nhất thế giới của FIFA Giải Đồng: 1993,[56] 1997[57]
- Vua phá lưới UEFA Cup: 1993–94[58]
- Cầu thủ Arsenal xuất sắc nhất mùa: 1996–97
- Cầu kiến tạo nhiều nhất tại Premier League: 1998–99 (chia sẻ)[59]
- Cầu thủ xuất sắc nhất tháng của Premier League: Tháng 8 năm 1997, tháng 9 năm 1997, Tháng 3 năm 2002, Tháng 2 năm 2004
- Đội hình PFA của năm: 1997–98 Premier League[60]
- Cầu thủ xuất sắc nhất năm của FWA: 1997–98[cần dẫn nguồn]
- Cầu thủ xuất sắc nhất năm của cầu thủ PFA: 1997–98[cần dẫn nguồn]
- Bàn thắng mùa giải của BBC: 1997–98, 2001–02[61]
- Đội tuyển toàn sao FIFA World Cup: 1998[62]
- FIFA 100[63]
- Đại sảnh Danh vọng Bóng đá Anh: 2007[64]
- Premier League Hall of Fame: 2021[65]